# 何广涛
何广涛，1948年－1956年曾任上海、武汉两地地方教會长老，在1956年肃反运动中因领导武汉地方教會脱离三自而失去自由。

## 生平
何广涛生於中國上海。1948年下半年，李常受将南京地方教会穿福音背心上街传福音的做法介绍到上海，带领上海地方教会进行数次声势浩大的上街福音游行，由万绍祖、张锡康、何广涛、孙务信等青年信徒担任队长。游行队伍穿过南京路、霞飞路等繁华街道，前面是铜鼓、喇叭、漫画，信徒高唱“需要耶稣”等诗歌，高喊“上海人啊！赶快悔改，罪恶不去，平安不来”、“信耶稣得永生”等口号。不久，容纳数千人的南阳路145号聚会所落成，上海地方教会信徒猛增至2,000余人，何广涛为此时增设的新长老之一，与俞成华、张愚之、唐守临、朱臣、杜忠臣等为上海地方教会的８位长老之一。
1951年3月，为配合倪柝声推动的移民福音运动，何广涛移民内地城市武汉，担任珞珈药厂厂长，并与张光照、李更新等成为武汉地方教會五位长老之一。而他在上海地方教会的长老职位则由负责办公室文书工作的执事任钟祥代替。
1951年，武汉地方教會曾参加武汉市基督教三自革新筹委会学习。1953年，何广涛受上海地方教会的影响，以信仰不同，不能与“不信派”同负一轭的理由，带领武汉地方教会宣布退出三自，但与宗教事务处仍维持接触。主张参加三自的长老李更新被停职。。
1954年，主张参加三自的李更新长老受邀到北京参加中国基督教第一届全国会议，并当选为全体委员。何广涛动员武汉地方教會全体长老、执事及信徒致函汪佩真及北京地方教会，要求他们向李更新施加压力。

## 肅反運動期間被捕
1956年肃反运动期间，何广涛、张光照以反革命罪名被捕。随后，政府支持李更新、周咸静领导武汉地方教會，重新参加三自运动。1959年，武汉基督教实行联合礼拜，武昌「张之洞路聚会所」被关闭
何广涛的胞弟何广明于1949年随李常受前往台湾，为青年同工之一。1960年代脱离地方教会，设立「读经资料供应处」。